# Pakor
Pakor är en familj (Agoutidae eller Cuniculidae) gnagare som enbart omfattar ett enda släkte (Agouti eller Cuniculus) och två arter: paka och bergspaka. Pakorna lever i Central- och Sydamerika; från Mexiko i norr ner till Brasilien och Paraguay.

## Utseende
Pakorna har en brun till svart päls med fyra rader av vita fläckar på var sida kroppen. Buken är ljusare, nästan vit. Huvudet är tjockt och verkar nästan uppsvullet. Pakorna har en kort hals och kraftiga ben. Framtassarna har 4 kloförsedda tår, medan baktassarna har 5.
En paka blir runt 60–80 centimeter lång, till vilket kommer en liten kort svans på 2–3 centimeter. De väger 6–12 kilogram.

## Beteende
Pakorna lever vanligen i närheten av skog och vatten. De är nattaktiva och tillbringar dagen i underjordiska bon som de antingen själva grävt ut eller som de tagit över från andra djur. Dessa rörliknande bon kan nå så långt ner som två meter, och har ofta en eller två utgångar. Pakorna är marklevande och ger sig inte upp i träden. Däremot är de goda simmare och flyr ofta undan en förföljare i vatten. Ibland används grottor och andra naturliga håligheter som sovplats.
Födan utgörs av olika växtdelar som hittas på marken, bland annat frukter, nötter, blad, rötter och stjälkar från örter. Exemplar i fångenskap åt även ödlor och rå köttfärs.
Förutom under parningssäsongen så är pakorna ensamlevande. Hos den mer kända pakan försvarar en hanne och en hona ett revir men de sover inte i samma bo. Honan kan ha flera kullar per år och per kull föds en, eller sällan två ungar.

## Systematik
Pakorna benämndes från början med det vetenskapliga släktnamnet Agouti och familjenamnet Agoutidae. Men då "agouti" (eller på svenska aguti) i vardagligt tal kommit att syfta mer på släktet Dasyprocta så används numera allt oftare släktnamnet Cuniculus och familjenamnet Cuniculidae för att undvika förvirring.  IUCN beskriver till exempel arten paka som tillhörande Agouti/Agoutidae, men med en not att den skall överföras till Cuniculus/Cuniculidae.
Släktet har även tidigare ansetts ingå i en vidare familj Dasyproctidae tillsammans med släktena Dasyprocta (agutier) och Myoprocta (acouchis). Dessa tre släkten räknas ibland tillsammans även under namnet Agoutidae.